# Catherine Mulgrave
Catherine Elisabeth Mulgrave (19 de noviembre de 1827-14 de enero de 1891) fue una educadora, administradora y misionera morava jamaicana.

## Biografía
Mulgrave, nacida en Angola, acompañó a un grupo de 24 reclutas misioneros caribeños de Jamaica y Antigua y llegó al Protectorado danés de Christiansborg, actual Osu, Acra en Ghana en 1843. Fue una figura destacada en la pedagogía y el programa educativo para niñas tanto en Jamaica como en Costa de Oro, donde fue la primera maestra activa de la Misión de Basilea.
Bajo los auspicios de la sociedad, desempeñó un papel pionero en el ministerio de mujeres cristianas del movimiento protestante en la Ghana colonial. Igualmente, fue una de las primeras maestras africanas en el sistema educativo misionero en África.